# زبان‌گونه‌ها
زبان‌گونه‌ها یا گونه‌های زبانی به هر شکلِ قابلِ تمیزِ گفتار گفته می‌شود که یک گویشور یا گروهی از گویشوران به کار می‌برند. مشخصه‌های متمایز کنندهٔ یک گونهٔ گفتار ممکن است واژگانی، واجی، صرفی یا نحوی باشد.

## زبان معیار
هر زبانی با توجه به شرایطی مانند تعلق اهل آن به منطقهٔ جغرافیایی و طبقهٔ اجتماعی معین و جنسیت و قومیت و سن و تحصیلات سخن‌گویان، گونه‌های متعددی دارد که از میان آنها یک گونه اعتبار بیشتری دارد، این گونهٔ خاص زبان معیار نامیده می‌شود.

## زبان رسمی
زبانی است که از سوی دولت به رسمیت شناخته می‌شود اما این بدان معنی نیست که هر زبانِ رسمی الزاماً زبان معیار باشد.

## زبان میانجی
زبان مشترک یا میانجی زبانی است که به عنوان زبان میانجی برای برقراری ارتباط سخن گویان زبان‌ها و گویش‌های گوناگون، در مقیاس کشوری، به کار می‌رود. زبان رسمی و زبان مشترک در ایران فارسی است.

## زبان گفتاری
گفتار صورت اصیل و ابتدایی زبان است. در زبان معیار گفتاری تلفظ و ویژگی‌های لهجه‌ای و آهنگی کلام بیشترین اهمیت را دارد. گونهٔ زبان معیار در ایران آن است که در بین افراد تحصیل کرده و دارای پایگاه اجتماعی و اقتصادی بالاتر رایج است. به علت مرکزیت سیاسی، فرهنگی و اقتصادی تهران، زبان گفتاری رایج در بین تحصیلکردگان تهران، زبان معیار گفتاری در ایران است. زبان معیار گفتاری با زبان محاوره یکی است. برخی از نویسندگان نیز زبان گفتاری را زبان شکسته می‌نامند.

### زبان‌گونهٔ فردی
گونهٔ فردی نظام زبانی یا به عبارت دیگر شیوهٔ خاص گفتار (و نوشتار) یک فرد معین است، در نظام کلی یک زبان به‌خصوص.

### زبان‌گونهٔ سنی
سن نیز می‌تواند از عوامل ایجاد تفاوت در گونهٔ زبانی باشد، مثلاً واژگان، ساختارهای دستوری و آواهای زبانی که جوانان به کار می‌برند گاهی با آنچه سالخوردگان به کار می‌برند متمایز است.

### زبان‌گونهٔ شغلی و تحصیلی
که از آن به عنوان «زبان حرفه‌ای (کَنت)» نیز یاد می‌شود. افرادی که عضو یک جامعهٔ حرفه‌ای هستند یا تحصیلات مشترکی دارند، دارای اشتراکاتی هستند که گونهٔ شغلی و تحصیلی را به وجود می‌آورند. البته زبان‌های رمزی و تفننی (آرگو) مانند زرگری را نمی‌توان از گونه‌های زبان حرفه‌ای به شمار آورد.

### زبان‌گونهٔ جنسی
جنسیت گاهی باعث بروز تفاوت‌هایی در سطح واج، واژگان یا دستور می‌شود، چنان‌که برخی اصطلاحات یا ساخت‌ها در فارسی زنانه‌است و برخی مردانه. مثلاً مردی که اصطلاحات زنانه به کار می‌برد به طعنه «اِ وا خواهر» ‌نامیده می شود.

### زبان‌گونه‌های جغرافیایی
که از آن به عنوان لهجه نیز یاد می‌شود و از مشخصه‌هایی است که به محل تولد و سکونت مربوط می‌شود مثلاً لهجهٔ اصفهانی، لهجهٔ کرمانی.

### زبان‌گونه‌های اجتماعی – اقتصادی
طبقات اجتماعی گوناگون در هر جامعه، الگوهای رفتاری درون گروهی مشترک دارند... رفتار زبانی نیز به طور کلی بخشی از رفتار اجتماعی محسوب می‌شود.

## زبان عامیانه
زبان عامیانه زبانی که از قواعد زبان کتابی و زبان رسانه‌ای پیروی نمی‌کند و در میان اکثر مردم رواج دارد و به اصطلاح زبان کوچه بازاری است. مردم در زندگی روزمره از این زبان برای ارتباط با یکدیگر استفاده می‌کنند و ارتباطی با سطح سواد و دانش یا شغل آنها ندارد.